# Myiopsitta monachus
A caturrita (português brasileiro) ou periquito-monge (português europeu) (Myiopsitta monachus), também conhecido por caturrita-argentina é uma ave da família Psittacidae. A caturrita é nativa das regiões subtropical e temperada da América do Sul. São encontradas nos pampas à leste dos Andes na Bolívia, Paraguai, Uruguai e sul do Brasil até a região da Patagônia na Argentina.
As caturritas têm penas verdes no dorso, que contrastam com a barriga, peito, garganta e testa acinzentados. O bico é pequeno e alaranjado. No peito, a plumagem é escamada e nas asas e cauda possuem penas longas azuladas. As caturritas adultas têm 28 a 30 cm de comprimento total.
As caturritas são aves gregárias, que vivem em bandos de 15 a 20 aves (bandos maiores, até de 100 aves, não são incomuns), e não migratória. A época de reprodução decorre de julho a novembro.
A caturrita é a única espécie de psitacídeos que constrói o seu próprio ninho. Todos os outros membros do grupo (papagaios, araras, etc) fazem ninhos em buracos ocos de árvores, barrancos ou cupinzeiros. Os casais de caturritas nidificam com o resto do seu bando e podem formar ninhos comunitários com, no máximo, um metro de diâmetro e 200 kg de peso. Os ninhos são estruturas cilíndricas fechadas, unidas aos ninhos vizinhos através das paredes externas. As caturritas constroem os ninhos com gravetos, nos galhos mais altos de diferentes tipos de árvores como eucaliptos, coqueiros, e também butiazeiros ou estruturas tais como postes de energia, pontes, ninhos grandes de outras aves, etc..  Os ninhos são usados durante todo o ano. Quando não estão no período reprodutivo, as caturritas usam-nos para dormir ou como protecção em caso de tempestades. As caturritas chega a por 11 ovos por postura, sendo que cerca de 7 dos filhotes conseguem chegar a idade adulta.
Na natureza, a alimentação das caturritas é composta por frutos, verduras, legumes, sementes de arbustos e capins, flores e brotos, e mesmo em cativeiro, não é recomendado o uso de alimentos fora desse padrão.

## Outros nomes, grafias e etimologia
Também conhecida como periquito torrenho, catorra, miranha ou cocota. A caturrita também é conhecida no Brasil por catorra, cocota, periquito barroso, papo branco e outros nomes, dependendo da região.
O nome "caturrita" foi selecionado como nome vernáculo técnico para a espécie pelo Comitê Brasileiro de Registros Ornitológicos.

## Subespécies
São conhecidas quatro subespécies de caturritas:
- M. m. monachus, encontrada no sul do Brasil, Uruguai e nordeste da Argentina;
- M. m. calita, encontrada no oeste e sul da Argentina;
- M. m. cotorra, que vive no sudeste da Bolívia, Paraguai, norte da Argentina, e sul do Brasil, e;
- M. m. luchsi, uma população isolada na Bolívia, que são menores e exibem comportamentos de nidação diferentes.

## Praga
No sul do Brasil, na Argentina e no Uruguai, a caturrita é considerada praga em zonas de cultivo de milho e sorgo e em pomares. Com o desaparecimento das matas onde viviam, as caturritas começaram a procurar alimento nas culturas que hoje ocupam seu habitat natural. Com alimento fácil e a extinção progressiva de seus predadores, como o gavião, a população da espécie aumentou facilmente.
O cultivo de eucalipto, originário da Austrália e introduzido no Brasil entre os anos de 1855 e 1870, também tem um papel importante na explosão populacional das caturritas. A caturrita encontrou no eucalipto um local perfeito para nidificar, construindo ninhos nos galhos mais altos do eucalípto (a 10 metros de altura), os ovos, filhotes e adultos ficam muito bem protegidos do ataque dos seus inimigos naturais e dificultando o controle populacional por parte do homem.
Em outras regiões, onde não há uma agricultura de gramíneas muito extensa, como é o caso do Pantanal Matogrossense, as caturritas causam danos localizados, mas de pouca expressão. A presença de predadores naturais e espécies competidoras as mantém em níveis populacionais compatíveis.
Nos Estados Unidos, exemplares fugidos do cativeiro se reproduziram e agora também estão presentes em New York, New Jersey, Flórida e Virgínia, preocupando as autoridades ambientais americanas.
Também na Europa existem comunidades nidificantes, nomeadamente na Espanha e na Bélgica.

### Bélgica
Foram libertadas no início do século XX num dos parques da cidade de Bruxelas e é hoje em dia possível encontrá-los numa parte significativa dos espaços verdes urbanos. Entretanto começam a surgir possíveis avistamentos da espécie noutras áreas urbanas próximas.

### Espanha
Desde 1985, altura em que os periquitos-monge se fixaram em Madrid, o número de exemplares não tem parado de aumentar, o que constitui uma ameaça para outras aves autóctones.
A presença destas aves em Madrid e noutras cidades espanholas, como Barcelona e Málaga está também a provocar danos no ambiente e a trazer problemas para a saúde pública.
Os periquitos-monge são agressivos, roubam comida a outras aves e podem ser portadores de psitacose, uma doença infeciosa transmitida via respiratória. Para além disso, o peso dos ninhos — que podem chegar aos 150 quilos — pode provocar a queda de ramos de árvores.
Em 2019, a câmara municipal de Madrid vai avançar com um plano para eliminar 12 mil periquitos-monge. O plano passa por permitir a caça de periquitos-monge e pela esterilização dos ovos. A morte de cada ave custará entre seis a oito euros. A medida pode custar, no total, 100 mil euros. A câmara municipal local diz que uma comunidade de cerca de 600 exemplares seria o “mínimo aceitável”.

### Portugal
Em Portugal, esta espécie está presente em Lisboa e no Porto. As comunidades não são abundantes, mas podem ser vistas ao longo de todo o ano.